# Peter Falk (Politiker)
Michael Peter Falk (* 13. April 1896 in Saarlouis; † 7. Januar 1974 in Swakopmund) war ein südwestafrikanischer Politiker und von 1953 bis 1954 Bürgermeister von Windhoek.
Falk setzte sich seit dem 28. Februar 1955 intensiv für den Bau des Swakoppforte-Damms ein, damit die Wasserversorgung eines wachsenden Windhoek langfristig sichergestellt werden könnte. In den sieben Jahren, bevor Falk Bürgermeister wurde, war der Wasserbedarf um 40 Prozent angestiegen.

„Die Durchführung dieses Projektes wird mindestens sechs Jahre dauern. Wenn es aber sofort in Angriff genommen wird, können die Pipeline gelegt und die Pumpanlagen konstruiert sowie die Grundwasserquelle im Okahandja-Rivier entwickelt werden (wie von Dr. Wipplinger empfohlen), um die Wasserversorgung Windhoeks schon zu einem viel früheren Zeitpunkt ergänzen zu können.“

Falk galt als einer der Flugpioniere in Südwestafrika. Nach ihm ist das Peter-Falk-Haus in Windhoek benannt.
Falk war Sohn von Peter und Maria Falk und war zunächst mit Emma Helga Falk (geb. Schrader) und anschließend mit Auguste Falk (geb. Scheumann) verheiratet. Er hatte drei Kinder, darunter den Sohn Michael Peter Falk.